# Tiro nos Jogos Olímpicos de Verão da Juventude de 2010
As competições de tiro nos Jogos Olímpicos de Verão da Juventude de 2010 foram disputadas entre 22 e 25 de agosto na Escola dos Desportos, em Singapura.
Foram realizadas provas de carabina de ar a 10 metros e pistola de ar a 10 metros, ambas para rapazes (60 tiros) e moças (40 tiros), com 80 atletas no total. Para cada uma das quatro provas, 20 CONs obtiveram qualificação e participam com 1 (um) atleta cada.

## Eventos
- Carabina de ar 10 m masculino
- Carabina de ar 10 m feminino
- Pistola de ar 10 m masculino
- Pistola de ar 10 m feminino

## Calendário
| Agosto        | 14 | 15 | 16 | 17 | 18 | 19 | 20 | 21 | 22 | 23 | 24 | 25 | 26 |
| ------------- | -- | -- | -- | -- | -- | -- | -- | -- | -- | -- | -- | -- | -- |
| Tiro com arco |    |    |    |    |    |    |    |    | 1  | 1  | 1  | 1  |    |

|  | Dia de competição |  | Dia de final |

## Medalhistas
Feminino
| Evento                       | Ouro                          | Prata                          | Bronze                                 |
| ---------------------------- | ----------------------------- | ------------------------------ | -------------------------------------- |
| Carabina de ar 10 m detalhes | Go Do-Won KOR Coreia do Sul   | Gabriela Vognarova CZE Chéquia | Jasmin Mischler SUI Suíça              |
| Pistola de ar 10 m detalhes  | Kim Jang-Mi KOR Coreia do Sul | Fang Xue CHN China             | Geraldine Kate Solorzano GUA Guatemala |

Masculino
| Evento                       | Ouro                        | Prata                            | Bronze                         |
| ---------------------------- | --------------------------- | -------------------------------- | ------------------------------ |
| Carabina de ar 10 m detalhes | Gao Ting Jie CHN China      | Illia Charheika BLR Bielorrússia | Serhiy Kulish UKR Ucrânia      |
| Pistola de ar 10 m detalhes  | Denys Kushnirov UKR Ucrânia | Felipe Almeida Wu BRA Brasil     | Choi Dae-Han KOR Coreia do Sul |

## Quadro de medalhas
| Ordem | País              | Medalha de ouro | Medalha de prata | Medalha de bronze |    |
| ----- | ----------------- | --------------- | ---------------- | ----------------- | -- |
| 1     | KOR Coreia do Sul | 2               |                  | 1                 | 3  |
| 2     | CHN China         | 1               | 1                |                   | 2  |
|       | UKR Ucrânia       | 1               |                  | 1                 | 2  |
| 4     | BLR Bielorrússia  |                 | 1                |                   | 1  |
|       | BRA Brasil        |                 | 1                |                   | 1  |
|       | CZE Chéquia       |                 | 1                |                   | 1  |
| 7     | GUA Guatemala     |                 |                  | 1                 | 1  |
|       | SUI Suíça         |                 |                  | 1                 | 1  |
| TOTAL | TOTAL             | 4               | 4                | 4                 | 12 |